# Поленская, Алена
Алена Поленская (чеш. Alena Polenská; род. 9 июня 1990, Кутна-Гора, Среднечешский край), также известная под фамилией мужа как Алена Миллс (англ. Alena Mills) — чешская хоккеистка, нападающая швейцарского клуба «Цюрих Лайонс» и сборной Чехии. Двукратный бронзовый призёр чемпионатов мира (2022, 2023). Также выступала в составе сборной Чехии по инлайн-хоккею, с которой дважды становилась чемпионкой мира (2008, 2010)

## Игровая карьера

### Клубная
В хоккей Алена попала, вдохновившись примером старшего брата и даже украв у него клюшку. Воспитанница школ клубов «Кутна-Гора» и «Колин». Училась в США, с 2005 по 2013 годы играла за разные хоккейные команды «Уайоминг Семинари», «Принстон Тайгер Лилиз», «Голден Блэйдз» (первенство MAWHA) и «Леди Пэтриотс», с 2009 по 2013 годы играла за клуб «Браун Беарс» при Брауновском университете. Осенью 2009 года сыграла 28 игр за «Беарс» в чемпионате NCAA, отличившись 5 заброшенными шайбами и нанеся 96 ударов по воротам (первый показатель среди всех полевых игроков). 31 января 2010 года в игре против Йельского университета отличилась двумя передачами; 16 октября 2010 года забросила две шайбы в показательном матче против «Этобайкок Долфинс».
Шесть раз признавалась лучшей хоккеисткой Чехии, в том числе с 2013 по 2015 годы. С 2014 года играет в чемпионате России за петербургское «Динамо», с 2018 года выступает за уфимскую команду «Адигель». Четыре раза играла в матчах всех звёзд ЖХЛ.

### В сборной
В 2008 году стала бронзовым призёром чемпионата мира среди девушек до 18 лет, забросив две шайбы в матче за 3-е место и получив приз MVP команды. Хоккейный свитер Алены был даже вывешен в Зале хоккейной славы в Торонто. В 2008 и 2010 годах выиграла чемпионат мира по роллер-хоккею в составе сборной Чехии, также став серебряным призёром в 2009 году. С 12 августа 2010 года — капитан олимпийской женской сборной Чехии по хоккею с шайбой
В 2013 году впервые сыграла на взрослом чемпионате мира в высшем дивизионе. Всего за сборную сыграла 134 матча (50 голов и 50 голевых передач).

## Статистика

### NCAA
| Сезон     | И  | Г  | А  | О  | ШМ |
| 2009—2010 | 28 | 5  | 5  | 10 | 12 |
| 2010—2011 | 26 | 10 | 7  | 17 | 16 |
| 2011—2012 | 23 | 7  | 8  | 15 | 12 |
| 2012—2013 | 22 | 9  | 10 | 19 | 16 |

### Чехия
| Год  | Турнир   | И | Г | А | О | ШМ |
| 2008 | ЧМ (U18) | 5 | 6 | 2 | 8 | 0  |

## Достижения

### Клубные
- MVP сезона NAPHA: 2005/2006[18]
- MVP клуба «Принстон Тайгер Лилиз»: 2009
- Чемпионка ЖХЛ: 2018/2019, 2021/2022[1]
- Бронзовый призёр ЖХЛ: 2016/2017, 2017/2018[1][18]

### В сборной
- Бронзовый призёр ЧМ до 18 лет: 2008[18]
- MVP сборной Чехии на ЧМ до 18 лет: 2008[18]
- Победительница ЧМ в дивизионе II: 2011[18]
- Победительница ЧМ в дивизионе I: 2012

## Личная жизнь
С июня 2018 года замужем за американцем Томасом Миллсом. Свободно владеет английским и русским языками.